# 月刊マスターズ
月刊マスターズ（MASTERS）とは、株式会社国際通信社が発行する月刊の経営者向け雑誌である。毎月1日の発行で、定価は1500円となっている。
中小企業の経営者、医療機関・福祉施設従事者、法曹人、店舗オーナーなどを幅広く取材し、紹介している。『地域に生きる』がテーマで、コーナーは、「企業は人なり ~その人物像を探る」、「技を極めた匠」、「健やかな日々を支える医療」「心に寄り添う介護・福祉」「明日を照らす教育現場」「逸店探訪」など。経営者のインタビューが中心で掲載は有料である。通常の本だけでなく電子書籍版もある。